# Harmonika
En harmonika er et musikinstrument, der klassificeres som et tungeinstrument. Dets toner kommer fra indvendige metalblades vibrationer sat i gang af lufttryk, der dannes med en blæsebælg. Der findes flere forskellige typer af harmonikaer. En enkelt har sit eget egennavn, akkordeonet (spillet af en akkordeonist).
Harmonikaen blev opfundet i 1829 i Wien i Østrig i en periode, hvor man eksperimenterede med metalblade i instrumentbygning med inspiration fra Kinas blæseinstrumenter. Andre instrumenter, som den nært beslægtede concertina, kom til i samme periode.

## Historie
Harmonikaen er et forholdsvis nyt instrument, og patentet blev taget i 1829, men allerede omkring år 3000 f.Kr. (nogle kilder siger 2500 f.Kr.) blev grunden til harmonikaen lagt. Dengang opfandt kineserne instrumentet sheng, som blev lavet af bambusrør og et udhulet græskar. Shengen var det første instrument, som brugte ventiler til at danne en tone. Græskarret blev brugt som luftkammer, og længden af bambusrørene bestemte tonens frekvens. I bambusrørene boredes et hul, så tonen kun fremkom, hvis man tildækkede hullet. Shengen bestod af 13 til 24 bambusrør. I både Det gamle Egypten og i Grækenland blev der opfundet instrumenter, der brugte samme teknik som i shengen. I Indien blev kohorn brugt som instrument; det blev spillet på ved hjælp af bøjeligt metal. Bøjeligt metal er netop, hvad harmonikaen bruger til at frembringe toner. I år 140 f.Kr. blev damporgelet opfundet, orgelet har haft stor betydning for, hvordan tastaturet på harmonikaen ser ud i dag. I 1440 byggedes det første maveorgel, som fik navnet Portativ. Det havde en bælg ligesom harmonikaen, men i stedet for metaltunger havde den orgelpiber. Dette instrument forsvandt dog igen. En af forløberne til harmonikaen var glasharmonikaen, og ideen til glasharmonikaen kom fra at spille på glas. Den blev opfundet i ca. 1762 af Benjamin Franklin. Instrumentet består af en række halvkugleformede glas sat oven på hinanden. 
Christian Gottlieb Kratzenstein, som stammede fra København, udviklede et nyt instrument efter at have hørt Johann Wilde spille på sheng i Petersborg, da han spillede for hoffet der. Wilde havde selv opdaget instrumentet i 1740'erne. Christian Gottlieb Kratzenstein fik inspirationen til instrumentet fra lyden af shengen, og det fik fem vokale lyde. Han kaldte instrumentet Kratzensteins lydmaskine. Christian Gottlieb Kratzenstein lavede en del eksperimenter med teknikken. En af hans hjælpere ved disse forsøg, Kirsnik, lavede selv et instrument, som havde form som en aflang kasse, hvor der på den ene side var orgeltangenter, mens der på den anden side var en bælg. Instrumentet blev kaldt Kirsnik's harmonica. I 1788 så Georg Joseph Vogler Kirsniks instrument på en tur til Petersborg. Vogler fik svenskeren Rakwitz til at bygge et tilsvarede instrument bare større, så det mere havde form som et orgel. Instrumentet var færdig i 1790 og blev kaldt Voglers orchestrion. Det havde 4 klaviaturer, som hvert indeholdt 63 toner, mens man kunne spille 29 toner med fødderne. Omkring år 1810 skabte G. J. Grenié fra Paris, med inspration fra Shengen et instrument, der var baseret på metaltunger. Instrumentet havde form som et orgel, og ligner det vi i dag kalder et Harmonium.
I 1821 fik den 16-årige Christian Friedrich Ludwig Buschmann patent på mundharmonikaen. Han kaldte sit instrument "aura", men det blev også kaldt mundaeoline. Buschmanns instrument havde 15 metaltunger og var diatonisk. I praksis er tonestokkene i harmonikaen egentlig store mundharmonikaer. Mange mener, at Buschmann var den sande opfinder af harmonikaen, idet han satte en bælg på sin aura og dermed lavede en harmonika. Han udviklede instrumentet i 1822 i Berlin og kaldte instrumentet for handaeolineInstrumentet havde 5 knapper i diskantsiden. Buschmann tog dog aldrig patent på instrumentet.

Patentet på harmonikaen fik den østrigske klaver- og orgelmager Zyrill Demian den 23. juni 1829 i Wien. Den harmonika, som Demian tog patent på, blev beskrevet sådan i patentskriftet: 
"... dette instrument har udseende som en lille kasse med blæsebælg. Bundpladen er forsynet med fem taster, hver tast frembringer lyden af en akkord.
De vibrerende dele er tynde metalplader, der med gennemslående fjedre laver et "Schnarrwerk"..."
Demians harmonika var diatonisk  med melodien i venstre hånd, hvor det i dag er omvendt. Han gav den navnet akkordion efter det tyske ord for akkord, som har samme betydning på dansk. En måned efter at Demian havde fået patent på sit Akkordion, patenterede Charles Wheatstone concertinaen i England. Concertinaen var et meget mere avanceret instrument end Demians Akkordion. Herefter kom der en kraftig udvikling af harmonikaen, som førte til, at instrumentet blev anerkendt som et rigtigt musikinstrument. I 1835 var der 6 forskellige typer af harmonikaen til rådighed. Nogle af fabrikanterne bag disse instrumenter kaldte deres instrumenter for "handharmonika" for at undgå spørgsmålet om patent. Det er herfra at det danske navn harmonika kommer fra.
Der var stor modstand mod harmonikaen i dens første leveår. Friedrich Grassler lavede blandt andet følgende udtalelse til Tonekunstens leksikon i 1865.
Harmonikaen er det skrækkelige martyrinstrument, hvormed unge hankønsvæsener i lømmelalderen er bevæbnet og gør gaderne usikre. Det er sandt at sige intet andet end et aelodikon til at bære, hvis taster gennem knapper på dækslet, som kan trykkes ned, og hvis bevægelighed gennem ud- og indtræk af den i midten sig befindende blæsebælg, sætter metalfjedre i vibration. På denne måde skulle en hvilken som helst tone og harmoni derefter være mulig, men det kræver dog stor færdighed og omkostninger. Ve den, som er så ulykkelig at komme i besiddelse af et sådant instrument -flygt, tilstop dine øren, så at disse bliver bevaret fra verdens undergang, thi ellers bliver det din ulykke.
Det var meget underligt, at der var så stor modstand mod instrumentet, idet man i musikverdenen i mange år havde været på jagt efter et instrument, der kunne spille flerstemmigt, og samtidig kunne transporteres rundt.
Registre på harmonikaer blev første gang set i 1845, og i 1850 blev harmonikaen et industriprodukt. En af de første ting, der blev ændret på¨harmonikaen, var indføring af remme omkring skulderne. På de tidligere harmonikaer skulle harmonikaspilleren holder diskantsiden med tommel- og lillefingeren, og nogle gange også med ringfingeren. Dette gjorde at harmonikaspilleren kun havde 2 til 3 fingre til at spille diskantsiden med. Man brugte venstre tommelfinger til, at holde bassiden, for at holde instrumentet, og brugte pege- og langefingeren til at spille med.
Den første kromatiske harmonika blev lanceret i 1850 af Franz Walter, den havde 46 tangenter, som var fordelt på 3 rækker, hvor der mellem hver række var et lille sekund (en halv tone). Bassiden var dog stadig diatonisk med otte toner, hvor fire af dem var grundtoner, og fire var akkorder, som indeholdt 2 toner. Patentet på tangentharmonikaen blev taget i 1852 i Paris af Philippe Joseph Bouton. I 1880 byggedes en tangentharmonika med 64 basser Tessio Jovani i Stradella, Italien. I 1890 lavede Bauer Matthias en harmonika, som havde lige så mange bastoner, som diskanttaster (taster i højre side).  I samme år blev en deluxe tangentharmonika bygget af Mariano Dallape og Co. i Stradella, som havde tre orkaver i højre side og 112 knapper i bassen.
Den første harmonika med elektronik indbygget blev først set efter 2. verdenskrig. De første blev ved hjælp af ledninger forbundet til et elektronisk orgel. Senere samledes elektronikken inden i harmonikakassen.

## Opbygning
Harmonikaen består af flere dele, som generelt deles op i 3: Diskantsiden, bælgen og bas-siden. På hhv. diskantsiden og bas-siden findes der ventiler, som åbnes på stort set samme måde, når man trykker en knap på deres påmonterede manualer.

### Diskantsiden
Denne side, som normalt er på højre hånd, når man sidder med instrumentet, bruges generelt til at spille melodien. Trykker man på en knap eller tangent i diskantsiden, åbnes der til en eller flere ventiler (afhængig af, hvilke registre, man spiller i). Dette sker vha. en ventilstang, der sidder under den pågældende knap eller tangent. Ventilstangens hoved lukker for ventilerne, og består af en træklods med læder på siden mod ventilerne, hvilket giver en lufttæt aflukning.

### Bælgen
Bælgen er lavet af stærkt, foldet pap. På bælgens yderside er hver foldning belagt med læder med metalbuer i hvert hjørne, for at stabilisere bælgen. Bælgens længde kan variere; på store kromatiske harmonikaer kan den blive cirka en meter lang. Bælgen er sat fast på sokler i hver side, hhv. diskantsoklen og bas-soklen. For at holde bælgen sammen, findes der en bælglås oven for og neden for.

### Luftknap
På en harmonika sidder der en luftknap, som bruges til at bevæge bælgen uden at afgive lyd. Den findes på bas-siden, enten som den øverste basknap eller for enden.

### Bas-siden
På bas-siden kan ventil-mekanismen være forskellig. Har man standardbas, er det for akkord-knapperne sådan, at ventilstængerne ikke er direkte forbundet til ventiler, fordi der skal spilles flere toner samtidig. Grundtonen og terts til grundtone fungerer stadig som diskantsiden.
Er den pågældende harmonika et akkordeon, fungerer bas-siden som på diskantsiden. De har som regel en mekanisme mellem knappen og ventilstængerne, der gør det muligt, at skifte mellem standardbas og melodibas.

### Tonestokke
Ventilerne garanterer luftadgang for harmonikaens tonestokke. Tonestokkene er lavet af træ, oftest Poppel på grund af dets robusthed og lethed. Fordi der benyttes et forskelligt sæt ventiler, når man enten trækker bælgen ud eller skubber den ind igen, er der altid to tonestokke per kor.

### Metaltunger
Der er to metaltunger i hver tone pr. kor i en harmonika. Metaltungen er den, som frembringer tonen i harmonikaen. Metaltungerne sidder i ventilerne, der forbinder bælgen til luften udenfor.
Når metaltungerne sættes i bevægelse, dannes der toner, måden hvorpå dette sker på kan forklares på denne måde.
|  | Når man ikke spiller en tone er der ingen luftstrøm gennem kanalerne, og derfor kommer der ikke lyd. Metaltungerne dækker hele hullet, så der ikke kan passere luft igennem. |
|  | Når man så begynder at spiller, påvirkes metaltungen af den luftstrøm der kommer, når der trækkes eller skubbes på bælgen, alt afhængig af hvilken metaltunge det er. Metaltungen bevæger sig, fordi luftstrømmen overfører bevægelsesenergi til metaltungen. AR på billedet illustrerer luftstrømmen. |
|  | På et tidspunkt, når metaltungen et maksimum til den side, den er begyndt at svinge. Grunden til at den ikke forsætter sin udsvingning skyldes metaltungens egen fjederenergi. I metaltungens maksimum er fjederenergien og bevægelsesenergi lig med hinanden og hastigheden er 0. Fjederkraften begynder nu at blive større end bevægelsesenergien, og metaltungen begynder at svinge tilbage, og denne tilbage svingning accelererer. |
|  | Nu er metaltungen kommer tilbage til udgangspositionen. I denne position er fjederenergien omdannet til bevægelsesenergi. Dette bevirker at metaltungen svinger videre. |
|  | Ved det andet maksimum er bevægelsesenergien lig med energien, der kommer fra luftstrømmen og fjederenergien. Metaltungen begynder at svinge tilbage. |

Antallet af svingerne i sekundet, altså antallet af hertz (s-1), afgør tonen. Hvis en metaltunge svinger med 440 svingerne i sekunder, vil det svare til kammertonen.
En harmonika er et fasttoneinstrument, hvilket vil sige, at instrumentet ikke umiddelbart kan stemmes af harmonikaspilleren. En harmonika skal stemmes hos en professionel stemmer, idet harmonikastemning er en eksakt viden.

### Kor
På en kromatisk harmonika og et akkordeon kan der være forskellige kor, alt efter størrelsen på harmonikaen. Korene bestemmer, hvilket hold ventiler tonerne skal igennem, på en harmonika. På de fleste større harmonikaer er der både kor i højre side og i bassen. Det maksimale antal kor i højre siden er 5, mens det i bassen er 4. Korene i højre side kaldes diskantkor, mens korene i bassen kaldes baskor.
De mest normale diskantkor er 4, 8 og 16 fod. 8 fod er det "normale" kor, det kor, som stemmer med andre instrumenter. 4 fod er en oktav over det normale, mens 16 fod er en oktav under. De andre to kor er også to 8 fod. Disse 8 fødder er lidt svæve i tone på hver sin side af den "normale" 8 fod. Det er meget forskelligt fra harmonika til harmonika, hvordan disse svæve toner lyder. Med denne svævhed menes, at der er forskel i klangfarven.. Hvis forskellen mellem den normale 8 en af de svæve 8 fødder er på 2 til 3 slag pr. sekund, er harmonikaen stemt i italiensk tremolo (tremolo betyder på latin skævhed). Jo større antallet af slag er imellem den normale 8 fod og mellem den skæve 8 fod kaldes stemningen tysk, fransk, slovensk, hvor tysk er den, der ligner italiensk mest.
De mest almindelige baskor er det dybe og det lave. Mellem disse to kor er der en oktav.

#### Registre
Registrene er de forskellige måder, hvorpå man vælger hvilke kor, man vil spille. F.eks. kan man have et registre, som hedder 4, 16. Det vil sige man spille korene 4 fod og 16 fod samtidig.
Registrenes placering er lige indenfor knapperne eller tangenterne i højre side og bassiden. På større harmonikaer kan nogle registre også være dubleret i form af hageknapper (hageregistre). Disse gør det nemmere for harmonikaspilleren, at skifte register, mens han spiller, idet han ikke behøver at flytte fingrene. I meget sjældne tilfælde kan der også være et masterregistrer, der slår alle kor (også kaldet fuldkor) til, på siden af harmonikaen.
Registrene skiftes ved hjælp af en registermekanisme, som under registrene. Denne mekanisme lukker og åbner for de enkelte kor, og gør det muligt, at spille i de forskellige registre.

### Produktioner
Den største produktion af harmonikaer sker i Italien og Rusland. De russiske knapharmonikaer er som oftest med b system, mens de italiensk producerede som oftest er med c system. De russiske harmonikaer har ofte en sær lugt, når man spiller på dem. Dette skyldes den måde, hvorpå de fremstiller harmonikaen på i Rusland . Alle harmonikaer er håndlavet.

### Remme
De fleste harmonikaer har remme. Der er en rem på bas-siden, som bruges til at trække bælgen ud. Der er også skulderremme, som skal holde diskantsiden i ro, når man spiller på instrumentet, eller for at holde instrumentet oppe, når man står op. Remmene bliver holdt sammen med en strop. Den kan løses, så man kan få instrumentet af. Denne strop gør, at remmene ikke glider fra hinanden.

## Typer

### Den diatoniske harmonika
Den diatoniske harmonika er meget lig en mundharmonika i teknisk opbygning. Den enkelte knap har forskellige toner, afhængig af om der trækkes eller skubbes i bælgen. Dette giver mulighed for meget kompakte instrumenter, som dog ofte er begrænset til nogle få tonearter.
De diatoniske harmonikaer er meget udbredt i store dele af Vesteuropa, Storbritannien og Irland. Den diatoniske harmonika er den mest populære harmonika i verden.

#### Den enradede diatoniske harmonika
Den enradede diatoniske harmonika, også kaldet "den tyske harmonika", har én række knapper i højre side. Der er 10 knapper i denne række, altså 20 toner, idet der er forskel på, om man trækker ud eller ind. Den enradede diatoniske harmonika stemmer indenfor den tyske traditionsmusik oftest i tonearterne C, F, Bb og Eb, men kendes også i tonearterne G og D fra den canadiske tradition. Den enradede diatoniske harmonika har oftest blot to basknapper, den ene er en bastone, mens den anden er en basakkord. Dette giver mulighed for at spille to akkorder med harmonikaen. Mange enraderspillere udvikler gennem tiden en teknik til, at udnytte bassen med halve og flygtige tryk, der giver det indtryk, at der er flere basakkorder end blot to.

#### Den toradede diatoniske harmonika
Mens det ved den enradede diatoniske harmonika er nemt, at definere antallet af knapper osv., er det noget sværere at give en klar definition på den toradede diatoniske harmonika, idet der findes adskillige versioner. Mange britiske og irske harmonikaer stemmer i D i første række mens hjælperækken er stemt i C# (altså en lille sekund over førsterækken), der giver halvtoner, der ellers ikke ville være tilgængelige. På den italienske toradede diatoniske harmonika er forskellen mellem den første række og den anden række en kvart eller en kvint

#### De tre- eller flerradede diatoniske harmonikaer
Der findes også tre-, fire- og femradede diatoniske harmonikaer. Disse harmonikaer kan have op til 12 basser. Ofte udnyttes de ekstra rækker til at lægge flere tonearter, men den inderste af rækkerne ligger undertiden også en halv tone ved siden af en af de andre rækker, for at give hjælpetoner, som ikke er tilgængelige i de andre tonearter.

#### Andre diatoniske harmonikaer
Nogle diatoniske harmonikaer har et antal hjælpeknapper placeret som en halv række. Disse går under navnet halvandenradere eller to-en-halv-radere. Et eksempel på disse er Hohners Club-system, der udover en række i C og en række i F har en hjælperække, der indeholder tonerne nødvendige for at kunne spille i Bb.

### Den kromatiske harmonika
En kromatisk harmonika er en harmoni, hvor hver knap har én tone. Det vil sige, at ventiler parvis er ens, og derved giver samme tone uanset trykket. Den alment kendte harmonika i Danmark er af denne type, ligesom den er meget udbredt i Østeuropa.

#### Diskantside
Diskantsiden, hvor melodien spilles, kan enten have knapper (dette kaldes en knapharmonika) eller et klaviatur præcist som på et klaver, orgel eller andre tasteinstrumenter. Disse kaldes tangentharmonikaer eller pianoharmonikaer og melodisiden af disse harmonikaer vil omgående kunne spilles af pianister, organister etc.
På en knapharmonika er tonerne opbygget efter den kromatiske skala. Hvis man tager en knapharmonika med tre rækker, vil man skulle tage første tone i den første række, den anden i den anden række. Dette er illustreret på billedet til højre. Dette er hvis harmonikaens knapper er opbygget efter det såkaldte b-system. Hvis harmonikaen er opbygget efter system c kører tonerne fra 3.række til 2. række til 1. række og tilbage igen. B-systemet er bedre for teknisk udfordrende arbejde, mens c-systemet er nemmere at spille akkorder og små melodier på.
Hvis en knapharmonika har flere end tre rækker, ændres dette ikke. Hvis der kommer en 4. række, er den den som den 1.række, og hvis der kommer en 5. række, er den den samme som den 2. osv. Dette gælder for begge typer knapsystemer. Grunden til disse ekstra rækker, er for at gøre det nemmere for harmonikaspilleren at spille visse sange, da man kan lave andre fingersætninger.
Fordi knapperne er opbygget på denne måde, ændres den måde hvorpå man tager en akkord sig ikke, man flytter bare sit greb. Dette er også gældende ved skalaere.
På grund af det store antal knapper på harmonikaer, kan der på visse instrumenter, hvor der ikke er nok plads til det antal ventiler, der skal bruges, når højre side er fyldt ud med knapper. Derfor kan man nogle gange komme ud for, at harmonikaen er forsynet med såkaldte pynteknapper. Pynteknapperne kan trykkes ned ligesom alle andre knapper, og der er ligeså meget modstand i dem, som i andre knapper. Forskellen er blot, at mens de almindelige metalrør har en destination, har pynteknappernes metalrør ikke. Pynteknapperne er, hvis de er på harmonikaen, foroven og forneden på højresiden.

#### Standardbas
Det almene bassystem i en kromatisk harmonika kaldes standardbas. Bassiden ses ikke mens man spiller, så systemets udlægning giver større adgang til akkorder, ved at de fleste enkelte knapper spiller en akkord hver. Det er arrangeret, så man nemt kan skifte mellem forskellige typer akkorder med den samme grundtone. De to inderste rækker spiller enkelte noder.
Standardbas er udlagt således:
- I 1. række ligger den store terts til grundtonen
- I 2. række ligger grundtonen
- I 3. række ligger dur-akkorden
- I 4. række ligger mol-akkorden
- I 5. række ligger septimakkorden
- I 6. række ligger dim-akkorden

Dog kan der være flere rækker. På de største harmonikaerne kan der være 7 rækker, som vil indeholde plus-akkorden (dur-akkord med forstørret kvint), og der kan også være to række før første række, hvilket er andre bas-toner.
På langs ligger grundtonerne efter kvintcirkelen.
Alt afhængig af antallet af basser har harmonikaen følgende kolonner og rækker.
| Navn       | Kolonner | Toneinterval | Rækker |
| ---------- | -------- | ------------ | --- |
| 12-basser  | 6        | B♭ til A     | Grundtone, dur |
| 24-basser  | 8        | E♭ til E     | Grundtone, dur, mol |
| 32-basser  | 8        | E♭ til E     | Grundtone, dur, mol, septim |
| 40-basser  | 8        | E♭ til E     | Grundtone, terts til grundtone, dur, mol, septim                                                                               |
| 48-basser  | 8        | E♭ til E     | Grundtone, terts til grundtone, dur, mol, septim, dim                                                                          |
| 48-basser  | 12       | D♭ til F♯    | Grundtone, terts til grundtone, dur, mol                                                                                       |
| 60-basser  | 12       | D♭ til F♯    | Grundtone, terts til grundtone, dur, mol, septim                                                                               |
| 72-basser  | 12       | D♭ til F♯    | Grundtone, terts til grundtone, dur, mol, septim, dim                                                                          |
| 80-basser  | 16       | C♭ til G♯    | Grundtone, terts til grundtone, dur, mol, septim                                                                               |
| 96-basser  | 16       | C♭ til G♯    | Grundtone, terts til grundtone, dur, mol, septim, dim                                                                          |
| 120-basser | 20       | Lav A til A♯ | Grundtone, terts til grundtone, dur, mol, septim, dim                                                                          |
| 140-basser | 20       | Lav A til A♯ | Grundtone, terts til grundtone, dur, mol, septim, dim, plus-akkord (dur-akkord med forstørret kvint, eller en ekstra bas-tone) |
| 160-basser | 20       | Lav A til A# | Grundtone, terts til grundtone, to andre bastoner, dur, mol, septim, dim                                                       |

#### Akkordeon med converter
Accordeon er den internationale betegnelse for en harmonika.
Et akkordeon med converter er en kromatisk harmonika, som ud over standardbas har melodibas (engelsk: free bass system). Melodibassen er et bassystem, hvor knapperne er arrangeret, som en spejlvendt version af diskantsiden på en kromatisk knapharmonika. De spiller enkelte toner, og akkorder skal selv formes. Ved hjælp af melodibas er det muligt, at spille efter klavernoder. For at skifte mellem bassystemer, er der en converter (omskifter), der bruges til at skifte. Denne kan sidde forskellige steder, men oftest på de nye er den placeret bag registrene.
Akkordeonet kan enten have knapper eller klaviatur i højre side.

### Elektroniske harmonikaer
Der findes overordnet to forskellige slags elektroniske harmonikaer. De halvakutiske harmonikaer og elharmonikaerne.
Et godt eksempel på en halvakustisk harmonika er basharmonikaen. En basharmonika har en udgang til et jackstik, så den kan tilsluttes en forstærker. Måden hvorpå lyden opfanges, og kan sendes videre til forstærker, er ved at der sidder to højttalere på metalgitteret, hvor lyden kommer ud. Disse højttalere opfanger lyden som mikrofoner, og sender lyden videre. Selve basharmonikaen har kun knapper i højre side, hvor der i venstre er luftknappen. Basharmonikaen har som oftest ingen registre.
På en elharmonika sidder nogle sensorer i bælgen, der føler, hvor kraftigt der trækket eller skubbes på bølgen. Elharmonikaen giver mulighed for, at spille på mange forskellige slags harmonika, men den giver også mulighed for, at spille forskellige andre instrumenter på harmonikaen. Det kan være instrumenter, som en kontrabas eller forskellige fløjter. På grund af sensorerne i bælgen er det muligt at få et udtryk på fløjterne, som ikke er muligt at få, hvis man spiller disse fløjter på et keyboard.
Indbygget i elharmonikaen er en forstærker, og på de store elharmonikaere er der også indbygget højttalere, mens de mindre skal være sluttet til en forstærker eller høretelefoner for at kunne høre harmonikaen. Den mest kendte producent af Elharmonikaer er Roland. Roland V-accordion (Roland Virtual Accordion) blev første gang præsenteret i 2004. Dette skete på Musikmesse Frankfurt.

### Verdens største harmonika
Verdens største spilbare harmonika, som er lavet af italieneren Giancarlo Francenella. Harmonikaen vejer ca. 200 kg, og måler 2,53 m høj, 1,9 m bred og 85 cm dyb. Giancarlo brugte over 1000 timer på at bygge denne kæmpeharmonika, og han navngav harmonikaen Castelfidardo efter byen, hvori den var fremstillet, som ligger i Ancona i Italien. Harmonikaen er en 5:1 model af Giancarlos originale harmonika.

## Specialtegn og noder for harmonika
| Bælgtegn for at trække bælgen ud |  | Bælgtegn for at trække bælgen ud  |
| Bælgtegn for at trække bælgen ud |  | Bælgtegn for at skubbe bælgen ind |

På en harmonika spiller man efter de normale noder, som man også bruger til klaver. Ud over de normale noder bruger harmonikaspilleren også nogle specialtegn når personen spiller.

### Bælgtegn
Bælgtegn er to forskellige tegn, der fortæller om, hvornår man skal vende bælgen. Der er et tegn for at trække ud, og et tegn for at skubbe ind. Tegnet for at trække ud bruges oftest, som det første bælgtegn i en melodi, idet man ofte starte med bælgen lukket. Man kan dog også starte med to af disse tegn, hvilket betyder at man skal starte med bælgen lidt ude.

### Registertegn
Registertegn er tegnet for, hvilket toneregister harmonikaspillen skal spille i. Hvis der ikke står noget registertegn, betyder det, at harmonikaspilleren skal spille i almindelig 8-fod. Ved registerskift skifter man registrene midt under en melodi. Dette illustreres med, at der står et nyt registertegn.

### Standardbasnoder
Et standardbassystem er opbygget på en speciel måde. Der bruges heller ikke "normale" noder til at beskrive dem.
Standardbas såkaldte standardbasnode. Standardbasnoderne minder meget om de normale noder, dog er der væsentlige forskelle. For det første har det ingen betydning i hvilken oktav tonen ligger i, da alle tonerne kun findes i en oktav på harmonikaen. Denne oktav kan ændre ved at skifte register. En anden ting, som er en væsentlig forskel mellem standardbasnoder og almindelige noder, er måden, hvorpå akkorden står. Hvis man skriver en akkord i almindelige noder, skriver man hvilke toner den består af. Hvis man f.eks. skal skrive en c7, skriver man en c og skriver 7 over noden. Der skrives stort M over dur-akkorder og lille m over mol-akkorder. Dim-akkorder skrives med et d over. Ved russisk notering skrives der stort B over en dur-akkord, mens der bruges stort M over mol-akkorderne. I visse tilfælde skrives der også hvilken toneart, akkorden er i og hvilken tonart bastone er i over noden.

### Fingersætning
En fingersætning er en beskrivelse af, hvordan harmonikaspilleren skal sætte fingrene. Tommelfingeren er defineret som 1. finger, mens lillefingeren er defineret som 5. finger. Dette er det samme både for højre og venstre hånd. Tallet på fingeren, der skal spille en pågældende tone, skrives over noden for denne.
På en knapharmonika, der har flere end 3 rækker, går den samme tone igen to gange. For at vise hvilken knap man skal spille, understreger man tallet fra fingersætningen eller markerer det med et lille kryds.

## Spilleteknik

### Kropsposition
Den kromatiske harmonika spilles siddende. Remmene skal være indstillet sådan, at det er muligt, at instrumentet kan hvile på lårene af harmonikaspilleren, for at ikke ødelægge harmonikaspillerens ryg. Remmenes funktion er, at holde diskantsiden i ro. Nogle harmonikaspillere har diskantsiden støttende imod højre lår, dette gøres med remmene for at holde diskantsiden stille.
Harmonikaspillerens ryg skal være ret, når han spiller på instrumentet. Derfor sidder harmonikaspilleren yderst på stolen. Højden af stolen er også vigtig, for at harmonikaspilleren sidder godt. Det bedste spilleposition er, når stolen er så høj, at harmonikaspillerens ben danner en 90 graders vinkel eller mere med stolens ben.

### Håndstilling
Alle fingrene på højrehånden bruges. Tommelfingeren kaldes 1. finger, pegefingeren kaldes 2. finger osv. Det samme gælder venstre hånd. Nogle harmonikaspillere spiller ikke med 1. finger i diskantsiden, fordi de vil holde diskantsiden. Diskantsiden behøves ikke at holdes på plads, hvis man sidder i den rigtige kropsposition, der er dette lidt tåbeligt. I venstrehånd bruger man normalt ikke 1. finger til andet end at betjene luftknappen. Dog kan 1. finger nå og spille første række og bruges derfor en sjælden gang til dette formål. Det kræver dog lidt øvelse at lære, at bruge 1. finger i venstre hånden.

### Foredragsbetegnelser
En harmonikaspiller skal spille på forskellige måder, alt efter hvilke foredragsbetegnelser, der står i noderne. Alt efter spillemåden, der står i noderne, spiller harmonikaspilleren forskelligt. Hvis der står legato i teksten, spiller harmonikaspilleren med sammenbundne tone. Det vil sige, at der ikke skal være hørbare pauser mellem tonerne. Derfor er det nødvendigt for en harmonikaspiller, der skal spille legato, at spille tonerne så hurtigt efter hinanden, uden at komme til at spille dem samtidigt. En anden vigtig spillemåde, som harmonikaspillere ofte benytter sig af, er staccato. Ved staccatospil spilles der meget korte toner. Hvor harmonikaspillerens fingre nærmest skal hoppe på tonerne.

## Brug og repertoire
Idet harmonikaen er et forholdsvis nyt instrument, og fordi der var stor modstand mod instrumentet i dets første leveår, blev der ikke skrevet så meget musik for harmonika før 1900. For at blive taget alvorligt som et koncertinstrument, blev der behov for at oprette skoler, der kunne give instruktion på et højt niveau om instrumentet, for at øge udviklingen af et originalt repertoire af anerkendte komponister. Hugo Herrmann var den første komponist, der skrev musik for solo harmonika. Stykket hed "Sieben neue Spielmusiken", og blev udgivet i 1927. Herrmann havde skrevet musikken efter aftale med komponisten Paul Hindemith, som blandt andet i 1922 havde skrevet "Kammermusik No.1", som indeholdt en harmonika stemme.
I 1931 grundlagde Ernst Hohner "Harmonika-Fachschule" i Trossingen og begyndte at udgive musik og undervisningsmaterialer for alle mulige harmonikaer. Herrmann blev leder af skolen, og skolen blev senere et officielt statslig akademi. Akademiet uddannede gode kandidater, som også hjalp til at udvide harmonikaens repertoire. Omkring 1945 blev der skrevet store stykker for harmonika, især for flere harmonikaer. Det var også i den periode, at det blev foretrukket, at skrive for accordeon, og der blev derfor skrevet færre stykker for standardbas.
Der skete en kolossal vækst i repertoiret omkring, da Städtische Musikschule Trossingen ville udvide mængden af eksperimenterende og atonal musik i deres koncerter. En vigtig komponist af ny musik for harmonika i den periode var Wolfgang Jacobi, men det var også i denne periode, at der udkom en del harmonikamusik fra skandinaviske komponister, som bl.a. danske Ole Schmidt.
Op i gennem 1960'erne inspirerede den danske accordeonspiller Mogens Ellegaard en række nordiske komponister til at skrive musik til accordeon. Blandt andet komponister som: Torbjörn Iwan Lundquist, Vagn Holmboe, Arne Nordheim og Per Nørgård til at skrive kammermusik og musik for solo harmonika. Mogens Ellegaard fik harmonika som fag på de indflydelsesrige skandinaviske konservatorier, og var blandt andet med til at gøre knapper i diskantsiden mere populær.
I de sidste to årtier er ligeledes sket en enorm stigning for repertoiret for harmonika. Men denne stigning i repertoiret er slet ikke slut. Harmonikamusik oplever i øjeblikket en blomstring og nogle tror at harmonikaen bliver den 21. århundredes instrument.
I dag er det musikere som Teodoro Anzellotti, Stefan Hussong, Ivan Koval, Mie Miki, Elsbeth Moser og Hugo Noth, som oplærer de nye harmonikaspillere på forskellige konservatorier. Musisk har musikerne forladt standardbassen, og spiller derfor på melodibas, dog er der stadig ikke sket den samme udvikling på instrumentet, idet det stadig er muligt at spille standardbas på instrumentet.
Repertoiret for harmonika består af mange forskellige genrer, men ofte af valse, marcher, polkaer og tangoer. Tidligt i harmonikaens historie blev den brugt til valse og polkaer i det sydlige Texas og nordlige Mexico. Harmonikaen bruges dog også til Jazz, og der har bl.a. deltaget harmonikaspillere på Jazz festivalen i København. Harmonikaen er også blevet brugt i Louisiana i Cajun, hvor instrumentet er dokumenteret tilbage til 1870'erne.
Harmonika er ofte brugt i forbindelse med tangoer. Harmonikaspilleren Allan Harboe Karlsson går så vidt som at sige "uden harmonika ingen tango". En meget vigtig komponist inden for tangoen var Astor Piazzolla, som dog skrev musikken til bandoneon. Men da de to instrumenter ligner hinanden meget, er det svært for harmonikaspillerne, der vil spille tango, at komme uden om Piazzolla.
Duo Mythos med Bjarke Mogensen og Rasmus Kjøller er kendt også uden for Danmark. I 2012 vandt den en konkurrence i Nederlandene, og Bjarke Mogensen har optrådt i München med Philharmonikerne som 12-årig og i Brügge, Wien, London og i Carnegie Hall i New York. Han har modtaget flere æresbevisninger.